# Villars-sur-Glâne
Villars-sur-Glâne is een gemeente en plaats in het Zwitserse kanton Fribourg, en maakt deel uit van het district Saane/Sarine.
Villars-sur-Glâne telt 12.114 inwoners.

## Overleden
- Liselotte Spreng (1912-1992), politica